# Los Nazariosa
Los Nazariosa är en ort i Mexiko.   Den ligger i kommunen Villa de la Paz och delstaten San Luis Potosí, i den centrala delen av landet, 500 km norr om huvudstaden Mexico City. Los Nazariosa ligger 1 778 meter över havet och antalet invånare är 247.
Terrängen runt Los Nazariosa är kuperad åt sydväst, men åt nordost är den platt. Terrängen runt Los Nazariosa sluttar österut. Runt Los Nazariosa är det ganska tätbefolkat, med 72 invånare per kvadratkilometer. Närmaste större samhälle är Matehuala, 9,4 km sydost om Los Nazariosa. Omgivningarna runt Los Nazariosa är i huvudsak ett öppet busklandskap.